# Johann Augustin Kobelius
Johann Augustin Kobelius est un musicien, compositeur et maître de chapelle saxon, né à Wählitz le 21 février 1674 et mort à Weißenfels le 17 août 1731.

## Biographie
Fils d'August Kobelius, un pasteur de Landshut en Bavière, Johann Augustin Kobelius reçoit les premiers rudiments de sa formation musicale auprès de Nicolaus Brause, son grand-père maternel, alors organiste à Weißenfels. Il étudie ultérieurement la composition auprès de Johann Christian Schieferdecker et de Johann Philipp Krieger, Kapellmeister (maître de chapelle) de la cour à Weißenfels. Il aurait aussi accompli plusieurs voyages d'études et d'agréments en Europe, notamment à Venise.
À partir de 1703, Kobelius dirige le chœur municipal de Weißenfels. En 1725, il est nommé Landrentmeister (chambellan). Après ses prédécesseurs Reinhard Keiser, Johann David Heinichen et Johann Philipp Krieger, qui avaient façonné en leur temps les règles et conventions de l'art lyrique, Kobelius est le dernier compositeur à faire briller l'opéra à la cour du duché de Saxe-Weissenfels. Outre de la musique sacrée, des singspiele, des sonates, des ouvertures et des sérénades, il compose au moins un opéra par an ; une somme lyrique colossale, considérée brillante par ses contemporains, mais aujourd'hui intégralement perdue.
La seule composition de Kobelius qui nous soit parvenue est la cantate sacrée Ich fürchte keinen Tod auf Erden, conservée à l'état de manuscrit et qui ne sera publiée qu'en 2010 par l'organiste et chef de choeur Gerald Drebes.